# Symonston
Symonston (code postal: ACT 2609) est un quartier de l'arrondissement de Canberra Sud, à Canberra, la capitale fédérale de l'Australie. C'est une zone essentiellement industrielle et agricole. Symonston doit son nom à Sir Josiah Symon, un homme de loi fédéraliste qui fut l'un des rédacteurs de la Constitution de l'Australie. 

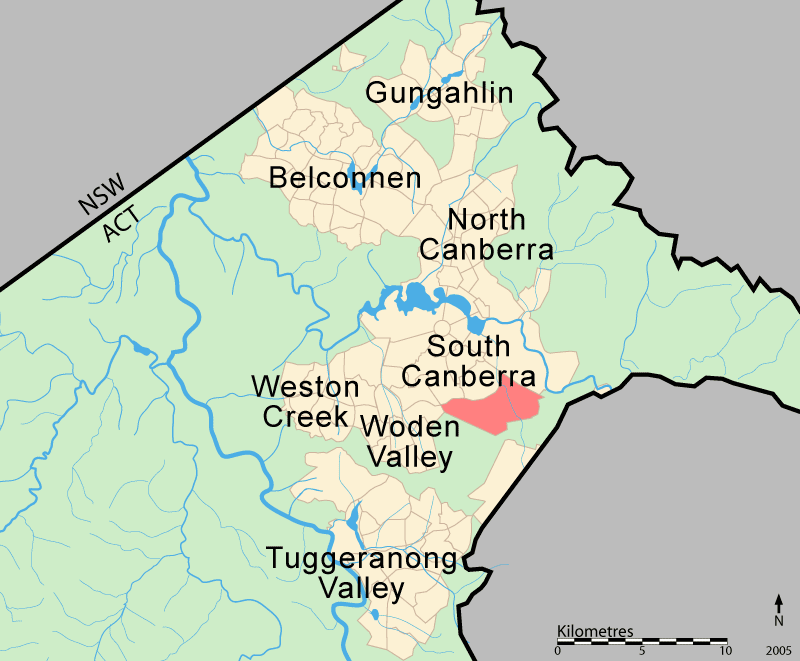
Symonston (en rose) sur la carte de Canberra.

Symonston abrite un Centre de détention et trois parcs à voitures ou caravanes : Canberra South Motor Park, Sundown Village et  Narrabundah Longstay Caravan Park.
Geoscience Australia a son siège à Symonston. 
En 2008, The Canberra Times révèle que le gouvernement a fait construire un quartier de haute sécurité dans Symonston pour héberger les hauts dignitaires en cas d'attaque terroriste. 

## Topographie

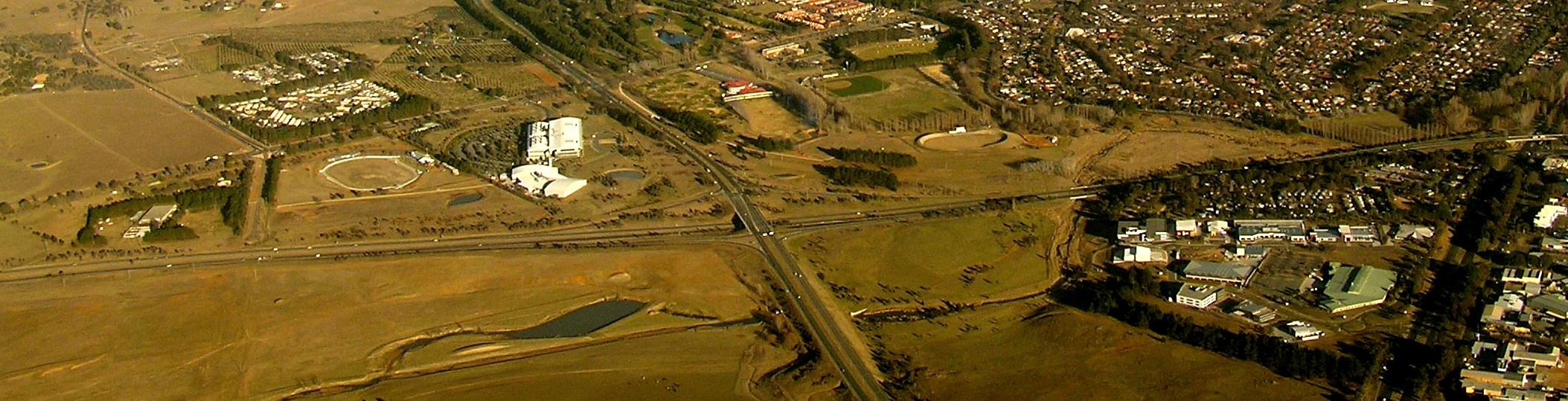
Le quartier de Symonston (en haut, à gauche).

La zone de Symonston a toujours été conçue comme une zone « aérée » par les autorités, ce qui fait qu'elle a conservé un caractère rural avec certaines grandes institutions comme des bâtiments de la défense australienne et les services de géologie de l'État. Avec le nouveau[Quand ?] plan du gouvernement du Territoire de la capitale australienne, la région et la vallée adjacente de Majura (en) ont été prévus comme un couloir d'emploi centré sur l'aéroport de Canberra et Fyshwick.